# Massimo Luongo
Massimo Corey Luongo (født 25. september 1992) er en australsk professionel fodboldspiller, som spiller for EFL Championship-klubben Ipswich Town.

## Klubkarriere

### Tottenham Hotspur
Luongo skiftede i januar 2011 til Tottenham Hotspur efter en succesfuld træningsperiode med klubben. Han spillede sin første og eneste kamp for klubbens førstehold den 20. september 2011 i en Carling Cup-kamp imod Stoke City.
Han tilbragte i 2012 en lejeaftale hos Ipswich Town.

### Swindon Town
Luongo tilbragte to lejeaftaler hos Swindon Town i 2013, og efter at han imponerede her, så skiftede han i august af samme år til klubben på en permanent aftale.

### Queens Park Rangers
Luongo skiftede i maj 2015 til Queens Park Rangers. Han spillede mere end 150 kampe for klubben over de næste fire år.

### Sheffield Wednesday
Luongo skiftede i august 2019 til Sheffield Wednesday. Hans tid med klubben var plaget af skadesproblemer, hvilke begrænsede hans spilletid.

### Middlesbrough
Luongo skiftede i september 2022 til Middlesbrough. Skiftet var dog ikke en succes, og efter bare et halvt år, og uden at have spillet en eneste kamp for klubben, så forlod han klubben i januar 2023.

### Ipswich Town
Luongo skiftede i januar 2023 til Ipswich Town, en klub som han tidligere havde tilbragt en lejeaftale hos.

## Landsholdskarriere
Luongo debuterede for Australiens landshold den 4. september 2014 i en venskabskamp mod Belgien. Året efter scorede han sit første mål for holdet i et opgør mod Kuwait. Han har repræsenteret sit land ved både VM 2014 i Brasilien og VM 2018 i Rusland.
Luongo annoncerede i december 2023, at han stoppede på landsholdet.

## Privat
Luongo er af italiensk afstamning gennem sin far og indonesisk afstamning gennem sin mor.

## Titler
Australien
- AFC Asian Cup: 1 (2015)